# François Le Grix
François Le Grix, né le 8 février 1881 à Elbeuf et mort le 7 avril 1966 dans le 7e arrondissement de Paris, est un journaliste français.
Il a été rédacteur en chef puis directeur de La Revue hebdomadaire.

## Biographie
Après en avoir été secrétaire dans les années 1910, puis rédacteur en chef en novembre 1920, François Le Grix devient directeur de La Revue hebdomadaire en octobre 1922. 
Le Grix signe une chronique politique à partir de 1933. Il est un temps royaliste, en tout cas antiparlementaire et hostile à la démocratie. Il tente après la crise du 6 février 1934 de mettre en place un Centre de liaison, de propagande et d'information, également appelé L'Ordre français, avec le député René Dommange, et avec l'appui de Philippe Henriot et de Xavier Vallat. 
En 1934 et 1935, il se rend plusieurs fois en Italie, où il rencontre Benito Mussolini. Le dictateur fasciste lui octroie une aide financière de deux millions de francs, ce qui lui permet de racheter le quotidien L'Ami du peuple en juin 1935. Il appuie l'Italie menacée de sanctions lors de la Seconde guerre italo-éthiopienne ; il cosigne ainsi le Manifeste des intellectuels français pour la défense de l'Occident et la paix en Europe (1935). Mais il reste germanophobe jusqu'en 1939 et se déclare déçu du rapprochement entre Mussolini et Hitler. Le député nationaliste Pierre Taittinger devient le co-directeur de L'Ami du peuple à ses côtés début janvier 1936. Obligé de lui céder le journal, vers mars 1936, il lui en veut,. 
François Mauriac l'appelait « La Grise » dans les années 1910, en raison de son homosexualité affichée. Julien Green évoque aussi sa revue et son homosexualité dans son Journal intégral (publication posthume).